# Michail I. Fjodorovič
Michail I. Fjodorovič Romanov (rusky Михаи́л Фёдорович Рома́нов, 22. července 1596, Moskva – 23. července 1645 tamtéž) byl první ruský car z dynastie Romanovců (vládl od 24. března 1613). Zvolen carem byl Zemským soborem 7. února 1613, čímž se uzavřela kapitola ruských dějin zvaná smuta.
Syn bojara Fjodora Nikitiče Romanova (později moskevského patriarchy Filareta) a šlechtičny Xenie Ivanovny Romanovové (rozené Šestové, později si změnila jméno na Marfa) byl prasynovcem posledního ruského cara z moskevské větve dynastie Rurikovců, Fjodora I. (matka Fjodora I., Anastasija Romanovna, byla sestrou Michailova děda, Nikity Romanoviče Zacharjina); na tomto příbuzenství založili Romanovci své nároky na trůn.

## Život

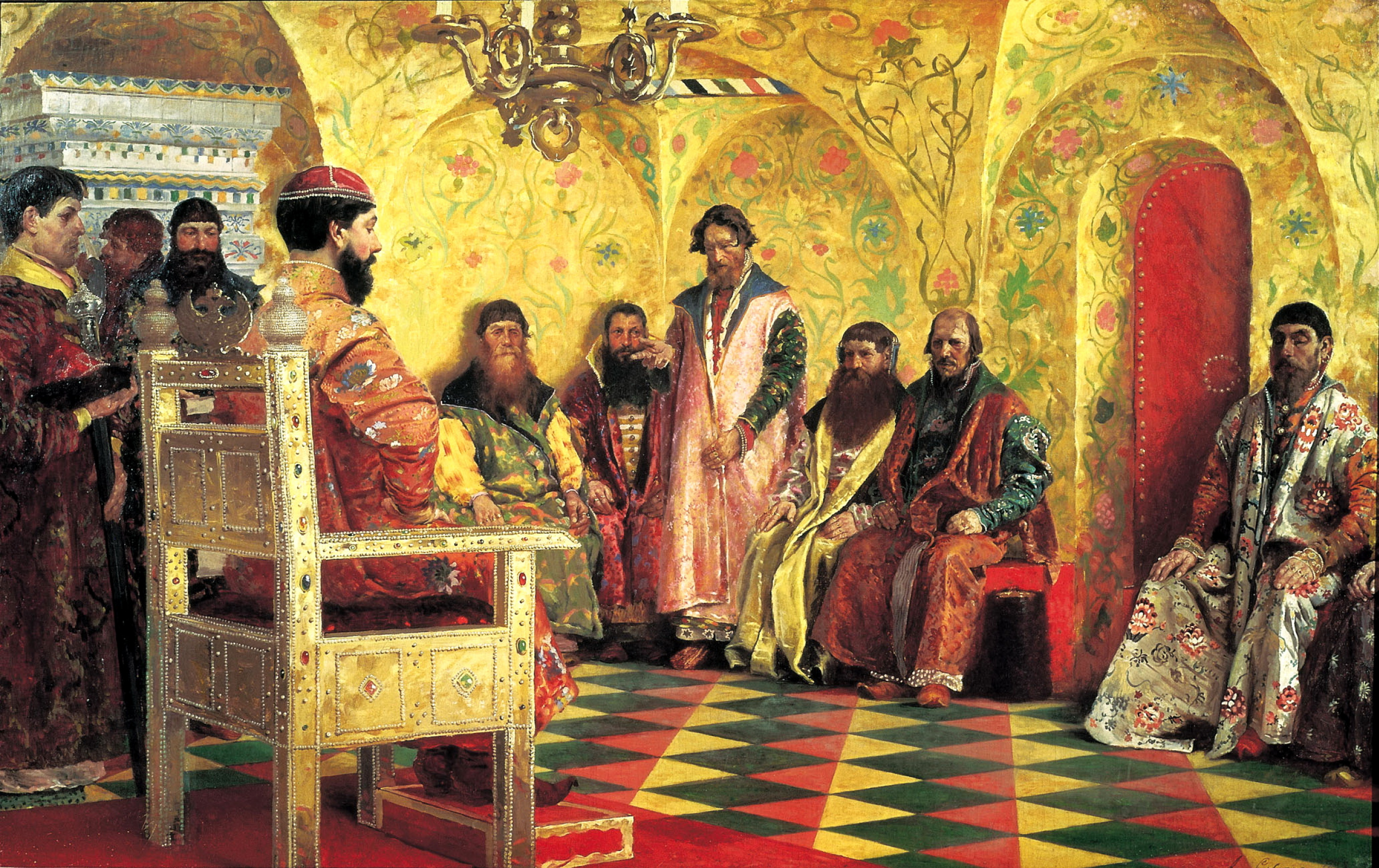
Michail Fjodorovič na shromáždění bojarské dumy (obraz od Andreje Rjabuškina, 1893)

Za vlády Borise Godunova byli Romanovci v nemilosti. Roku 1600 započalo pátrání na základě udání šlechtice Berteněva, který sloužil jako pokladník Alexandra Romanova – strýce budoucího cara. Berteněv obvinil Romanovce z toho, že v pokladnici přechovávají čarodějné byliny a že chtějí „překazit“ (pomocí kouzel) carskou moc. V deníku tehdejšího polského velvyslance se dočteme, že dne 26. října 1600 oddíl carských střelců podnikl ozbrojený útok na romanovský palác. Bratři Romanovovi byli zatčeni, synové Nikity Romanoviče, Fjodor, Alexandr, Michail, Ivan a Vasilij, byli ostříháni na mnišský způsob a roku 1601 posláni na Sibiř, kde většina z nich zemřela.
V roce 1605 Lžidimitrij I., jenž se snažil dokázat sounáležitost s dynastií Romanovců, nařídil aby byli přivedeni zpět živí členové rodiny. Takto se vrátili Fjodor Nikitič (jako mnich Filaret) s manželkou Xenií Ivanovnou (jako mniška Marfa) a dětmi, a Ivan Nikitič. Marfa Ivanovna se synem Michailem se usadili nejprve na kostromské votčině Romanovců, v obci Domnino a poté se ukrývali před pronásledováním polsko-litevských ozbrojených oddílů v klášteře svatého Ipatie poblíž Kostromy.

### Car
21. února 1613 byl šestnáctiletý Michail Fjodorovič zvolen Zemským soborem za cara. Když následujícího dne přibylo k Michailovi poselství bojarů se zprávou o zvolením carem, odmítl nejprve převzít trůn a teprve po šesti hodinách přesvědčování přijal carskou berlu. 2. května 1613 přibyl do Moskvy a 11. července 1613 byl korunován carem v Uspenském chrámu moskevského kremlu.
Na počátku vlády se musel především vypořádat s lupiči a bandami, řádícími po celé Rusi. Z důvodu nízkého věku nového cara v letech 1613–1619 de facto vládla jeho matka Marfa a její příbuzní z bojarského rodu Saltykovců, v letech 1619 až 1633 pak z polského zajetí se navrátivší otec – patriarcha Filaret, nositel titulu „Veliký Gosudar“. Roku 1625 Michail Fjodorovič přijal titul „Samovládce celé Rusi“. Za paralelního panování obou carů státní úředníci psali o Vládci Caru a Nejsvětějším Patriarchovi moskevském a celé Rusi.
Michail byl slabý a nevýrazný panovník, jehož vládu výrazně ovlivňovali jeho příbuzní a rádci. Byl znám velkou zbožností, k jeho zálibám patřilo zahradnictví a pěstování květin. V důsledku zranění, které si v mládí přivodil při pádu z koně, trpěl onemocněním pohybového ústrojí, které se postupně zhoršovalo a ke konci života vyústilo v částečnou paralýzu. Mimoto car trpěl kurdějemi, vodnatelností a těžkými depresemi, které se zhoršily poté, co ztroskotal sňatek jeho nejstarší dcery Iriny s hrabětem Valdemarem Šlesvicko-holštýnským. Za vlády cara Michaila došlo k rychlé územní expanzi Ruské říše v důsledku pokračujícího dobývání Sibiře ruskými kozáky. V průběhu Michailovy vlády byla na Sibiři založena města Jenisejsk, Krasnojarsk, Bratsk, Oljokminsk či Jakutsk a došlo k důležité objevné cestě Semjona Děžňova.

### Manželství a potomci

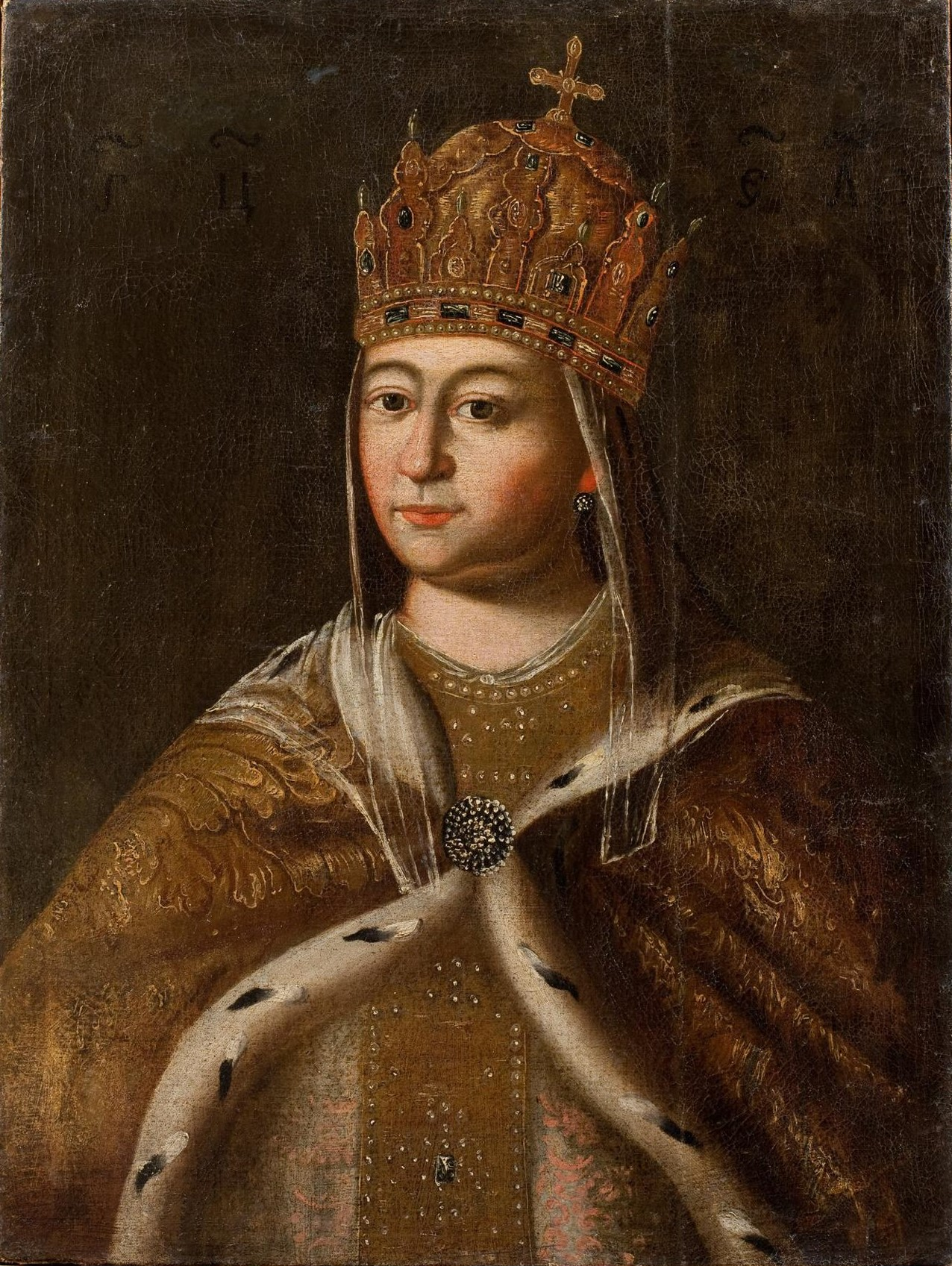
Jevdokija Strešněvová

Za první Michailovu ženu byla roku vybrána 1616 Marie Chlopová, jež přijala jméno Anastázie. Z vůle Michailovy matky, ovlivněné intrikami zosnovanými rodinou Saltykových, byla s celou rodinou vzdálena od dvora a poslána na Ural. Michail pak dlouho vzdoroval ženitbě; odmítl otcem Filaretem vybranou litevsko princeznu, stejně jako neteř dánského krále Kristiána IV. Doroteu Augustu. Počátkem roku 1623 bylo vypraveno poselstvo ke švédskému králi s žádostí o ruku jeho příbuzné princezny Kateřiny, tento svatební plán však ztroskotal na podmínce, aby nevěsta přestoupila na pravoslaví. Nakonec se oženil na nátlak své matky až v září roku 1624; jeho ženou se stala Marie Vladimirovna Dolgorukovová (1608–1625), dcera Vladimira Dolgorukova (1569–1633), jejíž rod měl vazby na starou vládnoucí dynastii Rurikovců. Marie však ještě v průběhu svatebních oslav onemocněla a v lednu následujícího roku, několik měsíců po svatbě, zemřela. Jedna z teorií tvrdí, že byla otrávena, jiná, že carevna zemřela při (předčasném?) porodu; letopisy označily její smrt za boží trest za odvržení a urážku ničím se neprovinivší Marie Chlopové. V každém případě z tohoto krátkého manželství nevzešel žádný přeživší potomek.
Roku 1626 táhlo Michailovi na třicátý rok a byl bezdětný vdovec. Byla tedy uspořádána nová volba nevěsty, na kterou bylo přivezeno na šedesát krasavic ze šlechtických rodin. Michailovi se však zalíbila jedna ze služebných dívek, Jevdokija Lukjanovna Strešněvová, dcera meščovského dvořana a vzdálená příbuzná jedné z bojarských dcerek. Skromná svatba se uskutečnila 5. února roku 1626 v Moskvě, snoubence oddal sám patriarcha Filaret, otec ženicha. Michail uvedl nevěstu do kremelských komnat pouhé tři dny před svatbou v obavách, aby nepřátelé dívce neublížili, navíc ji doma střežili otec a bratři.
Jevdokija odmítla změnit si jméno na Anastázii, protože ani Anastázii Romanovně (první žena cara Ivana Hrozného), ani Marii Chlopové (první Michailova nevěsta) podle jejích slov «toto jméno štěstí nepřineslo». Byla vzdálená dvorským politickým bojům a intrikám. Rodinný život Michaila Fjodoroviče nakonec byl šťastný. Jevdokija mu porodila deset dětí – sedm dcer a tři syny, z nich se však dospělého věku dožily jen tři dcery a jediný syn, nejstarší Alexej, který nastoupil po svém otci na trůn. Žádná z dcer, které dosáhly dospělosti, se neprovdala.
| Jméno                 | Narození | Úmrtí |
| --------------------- | -------- | ----- |
| Irina                 | 1627     | 1679  |
| Pelagia               | 1628     | 1629  |
| Alexej I. Michajlovič | 1629     | 1676  |
| Anna                  | 1630     | 1692  |
| Marfa                 | 1631     | 1632  |
| Ivan                  | 1633     | 1639  |
| Sofie                 | 1634     | 1636  |
| Taťána                | 1636     | 1706  |
| Jevdokija             | 1637     | 1637  |
| Vasilij               | 1639     | 1639  |